# Морской музей (Мадрид)
Морской музей Мадрида (исп. El Museo Naval de Madrid) — государственный музей в Мадриде, рассказывающий о традициях, истории и развитии морского дела в Испании.

## История
Основан 28 сентября 1792 года благодаря дону Антонио Вальдесу и Фернандесу Базану, секретарю Морского дела короля Карла IV.
В экспозициях залов музея, выстроенных хронологически, находятся коллекции самого разного типа, как, например, картины, корабельное оружие, пушки, инструменты, вооружение военных моряков, начиная с XV века до наших дней. Среди них находится Карта Хуана де ла Коса с изображением американского материка. Это самая древняя сохранившаяся карта.